# Камтукуле
Камтукуле (*д/н — бл. 1695) — 5-й калонга (володар) Мараві в 1650—1695 роках.

## Життєпис
Походив з правлячого клану Фірі. Був небожем або внучатим небожем калонги Музури. Успадкував владу близько 1650 року. Доволі швидко припинив активну зовнішню політику, зосередившись на розвитку торгівлі з португальцями та збереженням влади на напівнезалежними державами, що входили до складу Мараві.
Забезпечив монопольне становище на посередницьку торгівлю між Казембе і португальцями, що швидко наповнювало скарбницю калонги. Значних обсягів здійснювалася торгівля міддю, сріблом, золотом, рабами, слоновою кісткою.
Також в перший період панування, що тривав десь до 1677—1680 року міг ефективно приборкувати сепаратистські нахили васалів Лунду, Унді, Кафвіті. З метою більшого контролю сприяв зміцненню окремих вождіств племен макуа (Утікуло, Камбіра й Уоцела), через яких підтримувався шлях до о. Мохамбік.
У 1680-х роках посилюються васалми калонги, які невдоволені його панівним становищем. Приводом для потужного повстання стала образа жриці Макуан, що прибула до святилища Капірінтіуанао. Близько 1695 (або 1700) Унді повстало проти калонги. До неї доєдналася лунду. В результаті Камтукуле зазнав поразки. За усними переказами він зник. Ймовірно загинув або втік.
В результаті влада калонги занепала, найпотужніші васали здобули фактичну незалежність, визнаючи лише сакральну зверхність калонги. Спроби наступного калонги Качепери виправити ситуацію не мали результату. До 1720 року держава Мараві остаточно розпалася.